# Portrait de jeune homme tenant une statuette
Le Portrait de jeune homme tenant une statuette – ou Portrait d'un sculpteur,  autrefois Portrait de Baccio Bandinelli – est un tableau réalisé par le peintre italien Bronzino vers 1550. De format vertical, cette huile sur bois transposé sur toile est le portrait à mi-corps d'un jeune homme vêtu de noir tenant une statuette de femme nue, dans un intérieur dépouillé. Achetée par Louis XIV à Everhard Jabach en 1671, l'œuvre est conservée au musée du Louvre, à Paris, en France.